# Karl Deuringer
Karl Deuringer (* 5. Oktober 1879 in Ansbach; † 25. Oktober 1946 in Garmisch-Partenkirchen) war ein bayerischer Major, Militärhistoriker und Archivar.

## Leben

### Karriere
Deuringer war der Sohn eines Privatiers. Nach dem Besuch eines Humanistischen Gymnasium trat er am 15. Juli 1898 als Zweijährig-Freiwilliger in das 1. Fußartillerie-Regiment „vakant Bothmer“ der Bayerischen Armee ein. Er avancierte Anfang März 1900 zum Leutnant, absolvierte ab Oktober 1908 zur weiteren Ausbildung für drei Jahre die Kriegsakademie in München und wurde während dieses Kommandos Anfang März 1910 Oberleutnant. Unter Beförderung zum Hauptmann ohne Patent erfolgte am 19. März 1914 seine Versetzung zur Zentralstelle des Generalstabes.
Mit Ausbruch des Ersten Weltkriegs wurde Deuringer als Vierter Generalstabsoffizier dem I. Armee-Korps zugeteilt. In dieser Eigenschaft nahm er an der Schlacht in Lothringen teil und wurde mit beiden Klassen des Eisernen Kreuzes sowie dem Militärverdienstorden IV. Klasse mit Schwertern ausgezeichnet. Zudem erhielt Deuringer Ende September 1914 das Patent zu seinem Dienstgrad. 1915 kam er in den Generalstab des Gouvernements Namur und im Jahr darauf zunächst zum Generalstab des III. Armee-Korps und dann zum Generalstab der 30. Reserve-Division. Daran schloss sich 1917 eine Verwendung im Generalstab der 3. Infanterie-Division an und am 28. Mai 1918 seine Beförderung zum Major ohne Patent an.
Nach Kriegsende wurde Deuringer zum Kriegsarchiv in München kommandiert und 1920 aus dem Militärdienst verabschiedet. Nach seiner Verabschiedung war er als Zivilangestellter im Kriegsarchiv tätig, wurde Archivrat I. Klasse und 1937 als Regierungsrat in die Wehrmacht übernommen. Im Jahr darauf ernannte man ihn zum Oberregierungsrat. Deuringer wirkte auch als Schriftleiter der Artilleristischen Rundschau.

### Familie
1914 verlobte er sich mit der Fabrikdirektorstochter Emilie Denzler. Aus seiner 1922 mit Erna Laux geschlossenen Ehe ging ein Kind hervor.

## Schriften
- Die Bayern im Feldzug gegen Rumänien 1916. In: Münchner Neueste Nachrichten am 6. Januar 1924.
- Vor Arras: Das I. Bayerische-Reserve-Korps im Winter 1914/1915. In: Münchner Neueste Nachrichten am 16. Februar 1924[4]
- April 1918 in Frankreich: Die Schlacht bei Armentiéres und um den Kemmel. In: Münchner Neueste Nachrichten am 29. April 1924[5]
- Der 7. Juni 1917: der Schicksalstag der pfälzischen Division. In: Münchner Neueste Nachrichten am 6. Juni 1924[6]
- Das Rennen nach dem Meere: die bayerische Kavalleriedivision in Nordfrankreich im Oktober 1914. In: Münchner Neueste Nachrichten am 19. Oktober 1924[7]
- Der deutsche Einmarsch in die Ukraine 1918. In: Süddeutsche Monatshefte. 1924[8]
- Die Schlacht in Lothringen und in den Vogesen 1914. Die Feuertaufe der bayerischen Armee. II, Ereignisse nach dem 22. August. Max Schick, 1929.
- Der Wettlauf um die Flanke in Nordfrankreich 1914. Max Schick, 1936.